# Юнфу
Юнфу́ (кит. упр. 永福, пиньинь Yǒngfú) — уезд городского округа Гуйлинь Гуанси-Чжуанского автономного района (КНР).

## История
Во времена империи Тан в 621 году были созданы уезды Юнфу, Чжидин (治定县), Сюаньфэн (宣风县) и Гусянь (古县). В 638 году уезд Сюаньфэн был присоединён к уезду Чжидин. В 757 году уезд Чжидин был переименован в Лидин (理定县).
Во времена империи Мин уезд Гусянь был переименован в Гутянь (古田县), уезд Лидин был в 1440 году присоединён к уезду Юнфу.
После Синьхайской революции и образования Китайской Республики уезд Гутянь был переименован в Гухуа (古化县).
В 1924 году из уезда Юнфу был выделен уезд Люцзян (榴江县).
В 1931 году уезд Гухуа был переименован в Байшоу (百寿县).
В составе КНР в 1949 году был образован Специальный район Гуйлинь (桂林专区) провинции Гуанси, и уезды Юнфу и Байшоу вошли в его состав. В 1952 году уезд Байшоу был присоединён к уезду Юнфу. В 1958 году провинция Гуанси была преобразована в Гуанси-Чжуанский автономный район. В 1971 году Специальный район Гуйлинь был переименован в Округ Гуйлинь (桂林地区).
Постановлением Госсовета КНР от 27 августа 1998 года город Гуйлинь и Округ Гуйлинь были объединены в Городской округ Гуйлинь.

## Административное деление
Уезд делится на 4 посёлка и 5 волостей.

## Достопримечательности
- Живописный район горы Цзиньчжун
- Карстовая воронка «Небесное окно»[2]